# Tour de France 2015/14. Etappe
Die 14. Etappe der Tour de France 2015 fand am 18. Juli 2015 statt. Sie führte von Rodez über 178,5 Kilometer nach Mende. Es gab insgesamt vier Bergwertungen, davon zwei der vierten Kategorie sowie zwei der zweiten Kategorie. Außerdem gab es einen Zwischensprint nach 78,5 Kilometern in Millau. Die 14. Etappe zählte als mittelschwere Etappe. Es gingen 175 Fahrer an den Start.

## Rennverlauf
Auf den ersten Kilometern gab es mehrere kleine Fluchtgruppen, die sich allerdings nicht durchsetzen konnten und nur kurzzeitig vorn lagen. Nach mehreren Anläufen gelang Peter Sagan die Initiierung einer größeren Ausreißergruppe, an der 24 Fahrer, darunter prominente Namen wie Rigoberto Urán, Andrew Talansky und Pierre Rolland, beteiligt waren. Das Hauptfeld ließ den Vorsprung dieser Gruppe nicht allzu groß werden, sodass vorn schnell erneut attackiert wurde: Nun lagen sieben Fahrer in Front, dahinter 13 Verfolger. Einige in der Gesamtwertung gut platzierte Fahrer fielen ins Hauptfeld zurück. Nach dem Zwischensprint, den Sagan für sich entschied, schlossen sich beide Gruppen zusammen. Das Peloton ließ sie nun gewähren und einen Vorsprung von etwa sechs und maximal acht Minuten aufbauen. Die in der Fluchtgruppe vertretenen Fahrer waren (alphabetisch geordnet nach Mannschaften):
- Ag2r La Mondiale: Jan Bakelants, Romain Bardet,
- Astana: Andrij Hrywko,
- BMC Racing Team: Greg Van Avermaet,
- Bretagne-Séché Environnement: Pierre-Luc Périchon,
- Cannondale-Garmin: Kristijan Koren,
- Etixx-Quick Step: Rigoberto Urán, Michał Gołaś,
- Europcar: Cyril Gautier,
- FDJ: Matthieu Ladagnous, Jérémy Roy, Thibaut Pinot,
- Giant-Alpecin: Koen de Kort,
- IAM Cycling: Jarlinson Pantano,
- Lampre-Merida: Rubén Plaza,
- Movistar: Jonathan Castroviejo,
- MTN-Qhubeka: Steve Cummings,
- Orica GreenEdge: Simon Yates,
- Tinkoff-Saxo: Peter Sagan und
- Trek Factory Racing: Bob Jungels.

Die Bergwertung der zweiten Kategorie am Côte de Sauveterre war nicht umkämpft, die fünf Bergpunkte gewann Ladagnous. In der Abfahrt konnte sich dann Michał Gołaś absetzen, Kristijan Koren schloss zu ihm auf und beide nahmen den nächsten Anstieg (4. Kategorie) in Anlauf. Sie hatten jedoch nie mehr als 30 Sekunden Vorsprung auf die Verfolgergruppe. Die Bergwertung gewann Koren. Nach der kurzen Abfahrt wurden beide am drei Kilometer langen und durchschnittlich zehn Prozent steilen Anstieg zum Côte de la Croix Neuve von den Verfolgern eingeholt. Unmittelbar danach fuhr Romain Bardet mehrere Attacken und setzte sich von den übrigen Fahrern ab. Die Gruppe zerfiel, nur Rigoberto Urán, Thibaut Pinot und Steve Cummings konnten sein Tempo mitfahren.
Unterdessen hatte das Hauptfeld den letzten Anstieg erreicht, Nairo Quintana attackierte und konnte Chris Froome zunächst um einige Meter distanzieren. An Quintanas Hinterrad fuhr zunächst noch Vincenzo Nibali, der Italiener fiel aber wenig später zurück und Froome konnte wieder zu Quintana aufschließen. Vorn hatte Pinot Bardet eingeholt. Beide konnten sich aber nicht auf eine Zusammenarbeit einigen, sodass beide von Steve Cummings übersprintet wurden, der die Etappe vor den beiden Franzosen gewann. Vierter wurde Urán, Fünfter Peter Sagan. Froome und Quintana kamen gemeinsam ins Ziel, nachdem Quintanas erneute Versuche, Froome abzuschütteln, nicht erfolgreich waren. Nach Quintana erreichten Alejandro Valverde, Alberto Contador, Nibali und Tejay van Garderen mit je einigen Sekunden Abstand das Etappenziel.
Der Argentinier Eduardo Sepúlveda wurde disqualifiziert, weil er nach einem Defekt 100 Meter in einem Begleitwagen mitfuhr. Der Spitzenreiter Froome wurde nach rund 50 Kilometern von einem Zuschauer attackiert, der einen Beutel mit Urin auf ihn warf und ihn als „Doper“ bezeichnete.

## Punktewertungen
| Zwischensprint in Millau nach 78,5 km auf 370 m |                        |                          |         |
| 1.                                              | Slowakei               | Peter Sagan (TCS)        | 20 Pkt. |
| 2.                                              | Spanien                | Rubén Plaza (LAM)        | 17 Pkt. |
| 3.                                              | Ukraine                | Andrij Hrywko (AST)      | 15 Pkt. |
| 4.                                              | Luxemburg              | Bob Jungels (TFR)        | 13 Pkt. |
| 5.                                              | Frankreich             | Matthieu Ladagnous (FDJ) | 11 Pkt. |
| 6.                                              | Kolumbien              | Jarlinson Pantano (IAM)  | 10 Pkt. |
| 7.                                              | Kolumbien              | Rigoberto Urán (EQS)     | 9 Pkt.  |
| 8.                                              | Frankreich             | Jérémy Roy (FDJ)         | 8 Pkt.  |
| 9.                                              | Belgien                | Jan Bakelants (ALM)      | 7 Pkt.  |
| 10.                                             | Slowenien              | Kristijan Koren (TCG)    | 6 Pkt.  |
| 11.                                             | Vereinigtes Konigreich | Steve Cummings (MTN)     | 5 Pkt.  |
| 12.                                             | Polen                  | Michał Gołaś (EQS)       | 4 Pkt.  |
| 13.                                             | Frankreich             | Thibaut Pinot (FDJ)      | 3 Pkt.  |
| 14.                                             | Vereinigtes Konigreich | Simon Yates (OGE)        | 2 Pkt.  |
| 15.                                             | Belgien                | Greg Van Avermaet (BMC)  | 1 Pkt.  |

| Etappenziel in Mende nach 178,5 km auf 1030 m |                        |                            |         |
| 1.                                            | Vereinigtes Konigreich | Steve Cummings (MTN)       | 30 Pkt. |
| 2.                                            | Frankreich             | Thibaut Pinot (FDJ)        | 25 Pkt. |
| 3.                                            | Frankreich             | Romain Bardet (ALM)        | 22 Pkt. |
| 4.                                            | Kolumbien              | Rigoberto Urán (EQS)       | 19 Pkt. |
| 5.                                            | Slowakei               | Peter Sagan (TCS)          | 17 Pkt. |
| 6.                                            | Frankreich             | Cyril Gautier (EUC)        | 15 Pkt. |
| 7.                                            | Spanien                | Rubén Plaza (LAM)          | 13 Pkt. |
| 8.                                            | Luxemburg              | Bob Jungels (TFR)          | 11 Pkt. |
| 9.                                            | Spanien                | Jonathan Castroviejo (MOV) | 9 Pkt.  |
| 10.                                           | Vereinigtes Konigreich | Simon Yates (OGE)          | 7 Pkt.  |
| 11.                                           | Belgien                | Jan Bakelants (ALM)        | 6 Pkt.  |
| 12.                                           | Kolumbien              | Jarlinson Pantano (IAM)    | 5 Pkt.  |
| 13.                                           | Frankreich             | Pierre-Luc Périchon (BSE)  | 4 Pkt.  |
| 14.                                           | Slowenien              | Kristijan Koren (TCG)      | 3 Pkt.  |
| 15.                                           | Niederlande            | Koen de Kort (TGA)         | 2 Pkt.  |

## Bergwertungen
| Côte de Pont-de-Salars Kategorie 4 nach 20 km auf 780 m 1,3 km bei 5,8 % |       |                        |        |
| 1.                                                                       | Polen | Bartosz Huzarski (BOA) | 1 Pkt. |

| Côte de Sauveterre Kategorie 2 nach 146 km auf 1014 m 9,0 km bei 6,0 % |            |                          |        |
| 1.                                                                     | Frankreich | Matthieu Ladagnous (FDJ) | 5 Pkt. |
| 2.                                                                     | Frankreich | Jérémy Roy (FDJ)         | 3 Pkt. |
| 3.                                                                     | Belgien    | Jan Bakelants (ALM)      | 2 Pkt. |
| 4.                                                                     | Kolumbien  | Jarlinson Pantano (IAM)  | 1 Pkt. |

| Côte de Chabrits Kategorie 4 nach 169,5 km auf 899 m 1,9 km bei 5,9 % |           |                       |        |
| 1.                                                                    | Slowenien | Kristijan Koren (TCG) | 1 Pkt. |

| Côte de la Croix Neuve Kategorie 2 nach 177 km auf 1055 m 3,0 km bei 10,1 % |                        |                      |        |
| 1.                                                                          | Frankreich             | Thibaut Pinot (FDJ)  | 5 Pkt. |
| 2.                                                                          | Frankreich             | Romain Bardet (ALM)  | 3 Pkt. |
| 3.                                                                          | Vereinigtes Konigreich | Steve Cummings (MTN) | 2 Pkt. |
| 4.                                                                          | Kolumbien              | Rigoberto Urán (EQS) | 1 Pkt. |

## Aufgaben
- Steve Morabito (FDJ): Aufgabe während der Etappe (Sturz)
- Ramon Sinkeldam (TGA): Aufgabe während der Etappe (Magenprobleme[1])
- Eduardo Sepúlveda (BSE): disqualifiziert, da er nach einem Defekt 100 Meter im Mannschaftswagen von ag2r mitfuhr[1]